# Theodor Andersson
Theodor Andersson (* 1. Dezember 1889; † 13. Mai 1932) war ein schwedischer Fußballspieler. Er bestritt 1913 ein Länderspiel für die schwedische Nationalmannschaft.

## Werdegang
Andersson spielte mindestens zwischen 1910 und 1914 für IFK Göteborg. Während der Klub in der vor Einführung der Allsvenskan als landesweiter Spielklasse im Pokalform ausgetragenen Landesmeisterschaft 1908, 1910 und 1918 jeweils das Endspiel der Svenska Mästerskapet für sich entscheiden konnte und den Von-Rosens-Pokal gewann, gehörte er bei keinem der Erfolge zur Meisterelf.
Dennoch schrieb Andersson sich 1913 in die Annalen des schwedischen Fußballs, als ihn das Auswahlkomitee des Svenska Fotbollförbundet als Auswahlspieler in der schwedischen Nationalmannschaft berücksichtigte. Im Oktober des Jahres debütierte er für seine Farben beim 1:1-Unentschieden gegen Norwegen, die schwedische Auswahlmannschaft setzte sich ausschließlich aus Spielern des IFK Göteborg zusammen. Sein Göteborger Mannschaftskamerad Carl Ohlsson war Torschütze auf Seiten der Schweden. Zu einem weiteren Länderspieleinsatz kam es in der Folge nicht.
Über das weitere Leben Anderssons – insbesondere auch abseits des Fußballplatzes – ist derzeit nichts bekannt.